# Formica bruni
Formica bruni é uma espécie de formiga do gênero Formica, pertencente à subfamília Formicinae.